# بيتر كلوف
بيتر كلوف (17 أغسطس 1956 بسيدني في أستراليا - ) (بالإنجليزية: Peter Clough)‏ هو لاعب كريكت أسترالي. لعب مع فريق تسمانيا للكريكت وفريق غرب أستراليا للكريكت ‏.

## وصلات خارجية
- بيتر كلوف على موقع إي آس بي آن كريك إنفو (الإنجليزية)